# Tingstäde
Tingstäde is een plaats in de gemeente, landschap en eiland Gotland in de provincie Gotlands län in Zweden. De plaats heeft 278 inwoners (2005) en een oppervlakte van 116 hectare.

## Verkeer en vervoer
Bij de plaats loopt de Länsväg 148.